# Blue Dragon Film Awards
Les Blue Dragon Film Awards (청룡영화상) sont des récompenses cinématographiques sud-coréennes décernées depuis 1963 par le journal Chosun Ilbo. Ils sont abandonnés en 1973 puis réapparaissent grâce au journal sportif Sports Chosun en 1990. Depuis, la cérémonie se déroule tous les ans en décembre.
Le Blue Dragon ne prend en compte que les grands succès commerciaux de grande valeur artistique sortis au cours de l'année. Pendant la sélection, une quarantaine de films sont montrés au public. Avec les Grand Bell Awards, c'est l'une des deux récompenses les plus populaires en Corée du Sud.
Les principales catégories sont celles du meilleur film, du meilleur régisseur, du meilleur nouveau régisseur, de la meilleure actrice, du  meilleur acteur, du meilleur second rôle (masculin et féminin), de la meilleure nouvelle actrice, du meilleur nouvel acteur, de la meilleure musique, etc.

## Catégories de récompense
- Meilleur film
- Meilleur réalisateur
- Meilleur acteur
- Meilleure actrice
- Meilleur acteur dans un second rôle
- Meilleure actrice dans un second rôle
- Meilleur nouveau réalisateur
- Meilleur espoir masculin
- Meilleur espoir féminin
- Meilleur scénario
- Meilleur court métrage
- Meilleure direction artistique
- Meilleur photographique et éclairage
- Meilleur montage
- Meilleur musique
- Prix technique

## Vainqueurs des prix principaux
| no  | Année | Meilleur film                                | Meilleur réalisateur                                    | Meilleure actrice                                                | Meilleur acteur                                                               |
| --- | ----- | -------------------------------------------- | ------------------------------------------------------- | ---------------------------------------------------------------- | ----------------------------------------------------------------------------- |
| #43 | 2022  | Decision to Leave                            | Park Chan-wook pour Decision to Leave                   | Tang Wei pour Decision to Leave                                  | Park Hae-il pour Decision to Leave                                            |
| #42 | 2021  | Escape from Mogadishu                        | Ryoo Seung-wan pour Escape from Mogadishu               | Moon So-ri pour Three Sisters                                    | Seol Kyeong-gu pour The Book of Fish                                          |
| #41 | 2020  | L'Homme du Président                         | Lim Dae-hyung pour Moonlit Winter                       | Ra Mi-ran pour Honest Candidate                                  | Yoo Ah-in pour Voice of Silence                                               |
| #40 | 2019  | Parasite                                     | Bong Joon-ho pour Parasite                              | Cho Yeo-jeong pour Parasite                                      | Jung Woo-sung pour Innocent Witness                                           |
| #39 | 2018  | 1987: When the Day Comes                     | Yoon Jong-bin pour The Spy Gone North                   | Han Ji-min pour Miss Beak                                        | Kim Yoon-seok pour 1987: When the Day Comes                                   |
| #38 | 2017  | A Taxi Driver                                | Kim Hyeon-seok pour I Can Speak                         | Na Moon-hee pour I Can Speak                                     | Song Kang-ho pour A Taxi Driver                                               |
| #37 | 2016  | Inside Men                                   | Na Hong-jin pour The Strangers                          | Kim Min-hee pour Mademoiselle                                    | Lee Byung-hun pour Inside Men                                                 |
| #36 | 2015  | Assassination                                | Ryoo Seung-wan pour Veteran                             | Lee Jeong-hyeon pour Alice in Earnestland                        | Yoo Ah-in pour Sado                                                           |
| #35 | 2014  | The Attorney                                 | Kim Han-min pour The Admiral: Roaring Currents          | Cheon Woo-hee pour A cappella                                    | Song Kang-ho pour The Attorney                                                |
| #34 | 2013  | Wish                                         | Bong Joon-ho pour Snowpiercer, le Transperceneige       | Han Hyo-joo pour Cold Eyes                                       | Hwang Jeong-min pour New World                                                |
| #33 | 2012  | Pieta                                        | Jeong Ji-yeong pour Bureojin hwasal                     | Lim Soo Jung pour All About my Wife                              | Choi Min-sik pour Nameless Gangster                                           |
| #32 | 2011  | The Unjust                                   | Ryoo Seung-wan pour The Unjust                          | Kim Ha-neul pour Blind                                           | Park Hae-il pour War of the Arrows                                            |
| #31 | 2010  | The Secret Reunion                           | Kang Woo-seok pour Moss                                 | Yun Jung-hee pour Le Poème Soo Ae pour Midnight FM               | Jung Jae-young pour Moss                                                      |
| #30 | 2009  | Mother                                       | Kim Yong-hwa pour Take Off                              | Ha Ji-won pour Closer to Heaven                                  | Kim Myung-min pour Closer to Heaven                                           |
| #29 | 2008  | Forever the Moment                           | Kim Jee-woon pour Le Bon, la Brute et le Cinglé         | Son Ye-jin pour My Wife Got Married                              | Kim Yoon-seok pour The Chaser                                                 |
| #28 | 2007  | Uahan segye                                  | Hur Jin-ho pour Haengbok                                | Jeon Do-yeon pour Secret Sunshine                                | Song Kang-ho pour Uahan segye                                                 |
| #27 | 2006  | The Host                                     | Kim Tae-yong pour Family Ties                           | Kim Hye-su pour Tazza: The High Rollers                          | Park Joon-ho et Ahn Sung-ki pour Radio Star                                   |
| #26 | 2005  | Lady Vengeance                               | Park Jin-pyo pour You Are My Sunshine                   | Lee Young-ae pour Lady Vengeance                                 | Hwang Jeong-min pour You Are My Sunshine                                      |
| #25 | 2004  | Silmido                                      | Kang Woo-seok pour Silmido                              | Lee Na-young pour Someone Special                                | Jang Dong-gun pour Frères de sang                                             |
| #24 | 2003  | Printemps, été, automne, hiver… et printemps | Park Chan-wook pour Old Boy                             | Jang Jin-young pour Singles                                      | Choi Min-sik pour Old Boy                                                     |
| #23 | 2002  | Ivre de femmes et de peinture                | Im Kwon-taek pour Ivre de femmes et de peinture         | Kim Yoon-jin pour Milae                                          | Seol Kyeong-gu pour Public Enemy                                              |
| #22 | 2001  | One Fine Spring Day                          | Song Hae-seong pour Failan                              | Jang Jin-young pour Sorum                                        | Choi Min-sik pour Failan                                                      |
| #21 | 2000  | Joint Security Area                          | Park Chan-wook pour Joint Security Area                 | Lee Mi-yeon pour Pisces                                          | Seol Kyeong-gu pour Peppermint Candy                                          |
| #20 | 1999  | Sur la trace du serpent                      | Kang Je-gyu pour Nom de code : Shiri                    | Jeon Do-yeon pour The Harmonium in My Memory                     | Lee Jung-jae pour Our Sunny Days                                              |
| #19 | 1998  | Palwolui Christmas                           | Hong Sang-soo pour Le Pouvoir de la province de Kangwon | Shim Eun-ha pour Palwolui Christmas                              | Park Shin-yang A Promise                                                      |
| #18 | 1997  | Green Fish                                   | Lee Chang-dong pour Green Fish                          | Shin Eun-kyung pour Downfall (Ch'ang)                            | Han Suk-kyu pour Green Fish                                                   |
| #17 | 1996  | Festival                                     | Im Kwon-taek pour Festival                              | Shim Hye-jin pour The Adventures of Mrs. Park                    | Moon Sung-keun pour A Petal                                                   |
| #16 | 1995  | Jeon Tae-il                                  | Park Kwang-su pour Jeon Tae-il                          | Kim Hye-soo pour Dr. Bong Bang Eun-jin pour Samgong-il samgong-i | Choi Min-soo pour Terrorist                                                   |
| #15 | 1994  | Les Monts Taebaek                            | Jang Sun-woo pour To You from Me                        | Choi Myung-gil pour La Vie en rose                               | Moon Sung-keun pour To You from Me Park Joong-hoon pour The Rules of the Game |
| #14 | 1993  | La Chanteuse de pansori                      | Kim Yoo-jin] pour Love Is Oh Yeah!                      | Kim Hye-soo pour First Love                                      | Kim Myung-gon pour La Chanteuse de pansori                                    |
| #13 | 1992  | Notre héros défiguré                         | Park Jong-won pour Notre héros défiguré                 | Kang Su-yeon pour Road to the Racetrack                          | Moon Sung-keun pour Road to the Racetrack                                     |
| #12 | 1991  | Saui chanmi                                  | Im Kwon-taek pour L'Aube de la civilisation             | Chang Mi-hee pour Saui chanmi                                    | Im Sung-min pour Saui chanmi                                                  |
| #11 | 1990  | La République noire                          | Jung Ji-young pour Partisans of South Korea             | Won Mi-kyung pour Only Because You Are a Woman                   | Ahn Sung-ki pour Partisans of South Korea                                     |
| #10 | 1973  | Samil cheonha                                | Jeong Jin-woo pour Viva the Island Frog                 | Jeong Jin-woo pour Simcheong                                     | Shin Young-kyun pour Samil cheonha                                            |
| #9  | 1972  | Seokhwachon                                  | Kim Hyo-cheon pour Cattle Seller                        | Yun Jung-hee pour Seokhwachon                                    | Park No-shik Cattle Seller                                                    |
| #8  | 1971  | Okhabeul ggaedeuril dae                      | Kim Ki-young pour Woman of Fire                         | Yoon Yeo-jang pour Woman of Fire                                 | Choi Mu-ryong pour A Facedown in 30 Years                                     |
| #7  | 1969  | Dokjitneun neulgeuni                         | Choi Ha-won pour Dokjitneun neulgeuni                   | Kim Jee-mi pour Your Name is Woman                               | Park No-shik pour Revengeful Man                                              |
| #6  | 1968  | Cainui huye                                  | Yu Hyǒn-mok pour Cainui huye                            | Nam Jeong-im pour Bunnyeo                                        | Shin Young-kyun pour King's Father                                            |
| #5  | 1967  | Sanbul                                       | Kim Soo-yong pour Children in the Firing Range          | Joo Jeung-nyeo pour Sanbul                                       | Kim Seung-ho pour Fishing Boats are Full                                      |
| #4  | 1966  | Shijang                                      | Lee Man-hee pour Shijang                                | Moon Jeung-suk pour Shijang                                      | Shin Young-kyun pour Shijang                                                  |
| #3  | 1965  | Jeo haneuledo seulpeumi                      | Kim Soo-yong pour Jeo haneuledo seulpeumi               | Um Aing-ran pour Beautiful Eye Pupil                             | Kim Jin-kyu pour Ingyeo ingan                                                 |
| #2  | 1964  | Ingyeo ingan                                 | Yu Hyǒn-mok pour Ingyeo ingan                           | Moon Jeung-suk pour Never Look Back                              | Kim Jin-kyu pour Ingyeo ingan                                                 |
| #1  | 1963  | Hyeolmaek                                    | Lee Man-hee pour The Marines Who Never Returned         | Hwang Jeong-sun pour Hyeolmaek                                   | Kim Seung-ho pour Hyeolmaek                                                   |